# جوناس سفينسون
جوناس سفينسون (بالنرويجية: Jonas Svensson)‏ (و. 1993  م) هو لاعب كرة قدم، من النرويج، يلعب كلاعب وسط.

## روابط خارجية
- جوناس سفينسون على موقع الاتحاد الدولي (مؤرشف)  (الإنجليزية)
- جوناس سفينسون على موقع الاتحاد الأوربي (الإنجليزية)
- جوناس سفينسون على موقع اتحاد النرويج (النرويجية)
- جوناس سفينسون على موقع اتحاد تركيا (لاعب) (الإنجليزية)
- جوناس سفينسون على موقع قاعدة بيانات كرة القدم.إي يو (الإنجليزية)
- جوناس سفينسون على موقع ناشيونال فوتبول تيمز (الإنجليزية)
- جوناس سفينسون على موقع Soccerway.com (الإنجليزية)
- جوناس سفينسون على موقع عالم كرة القدم.نت (الإنجليزية)
- جوناس سفينسون على موقع AS.com (الإسبانية)